# Jonas Hesselman

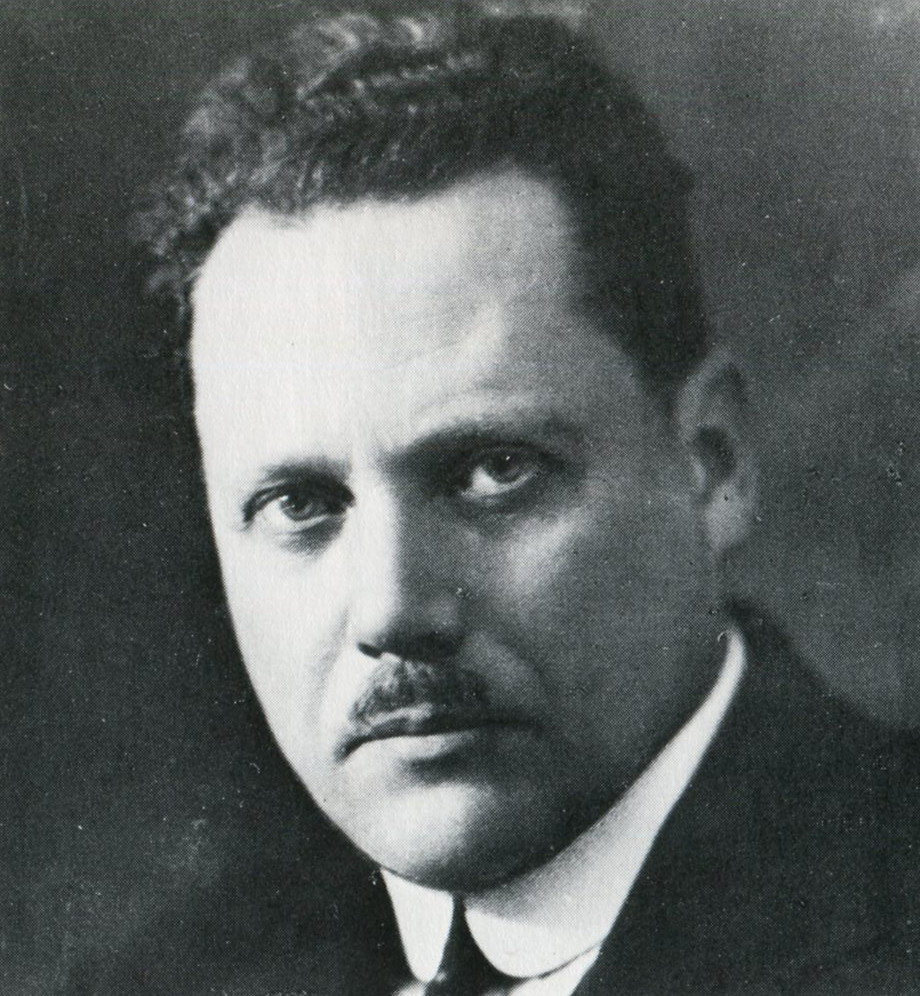
Jonas Hesselman

Knut Jonas Elias Hesselman (* 9. April 1877 in Å församling, Östergötland; † 20. Dezember 1957 in Nacka) war ein schwedischer Ingenieur, der zahlreiche Verbesserungen für den Dieselmotor erfand.

## Leben und Wirken
Jonas Hesselman war Sohn des Fabrikanten Bror August Hesselman. Er schloss 1899 sein Ingenieurstudium an der Königlichen Technische Hochschule in Stockholm ab und begann seine Karriere bei dem im Jahr zuvor von Marcus Wallenberg gegründeten Unternehmen AB Diesel Motorer (heute Atlas Copco) in Sickla, das Dieselmotoren nach Lizenz von Rudolf Diesel fertigte.
Nach kurzer Zeit wurde Hesselmann bereits Konstruktionsleiter des Unternehmens, zu seinen ersten Entwicklungen zählte eine muldenförmige Brennkammer. In seiner Zeit bei AB Diesel Motorer (1899–1916) machte er zahlreiche Erfindungen, wie zum Beispiel den umsteuerbaren Dieselmotor (1904), wodurch die Drehrichtung des Motors geändert werden konnte. Dies war eine wichtige Voraussetzung für die Anwendung in Schiffen, die vorwärts und rückwärts fahren müssen. Ab 1903 wurden bei Diesel Motorer für den 820 t Flusstanker von Branobel, die Vandal, die ersten Schiffsdieselmotoren der Welt hergestellt. Aufgrund noch fehlender Umsteuerung wurden die Antriebsanlagen dieselelektrisch ausgeführt.

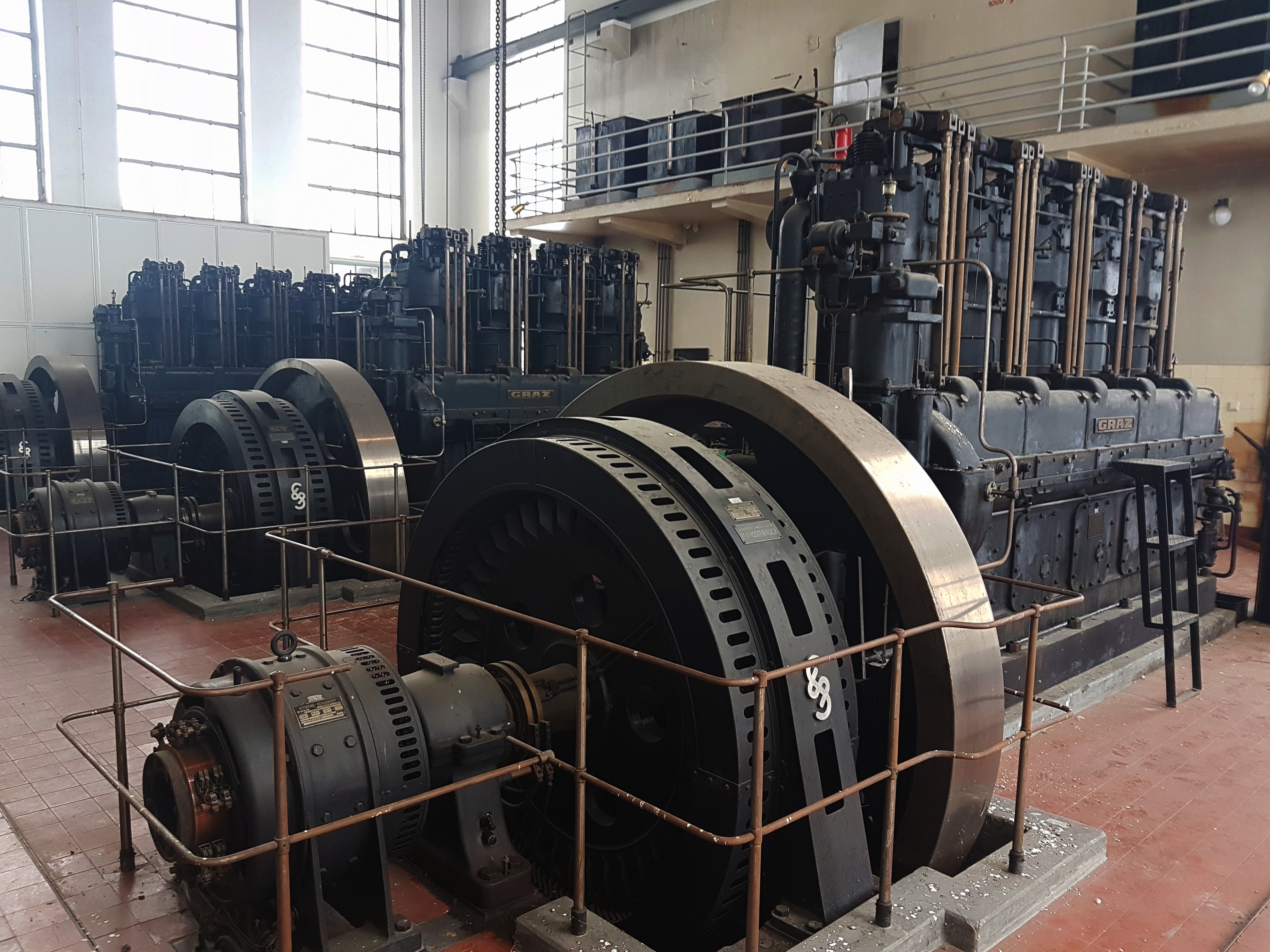
Hesselman-Motore des Senders Bisamberg (1932)

1908 patentierte Hesselman eine neuartige Einspritzdüse, den sogenannten "Schwedischen Zerstäuber". 1913 folgten weitere derartige Verbesserungen. Bereits 1909 erwarb Benz & Cie. die Lizenz zum Umsteuerverfahren für Zweitakt-Schiffsdieselmotoren von Hesselman. Bei dem 1892 gebautem Forschungsschiff Fram wurde 1909 für Amundsens Südpolexpedition die Dampfmaschine durch einen derartigen Dieselmotor ersetzt.
Nachdem AB Diesels Motorer mit Atlas im Jahr 1917 zur Nya AB Atlas fusioniert hatten, verließ Hesselman die Firma und eröffnete sein eigenes Konstruktionsbüro. 1920 ließ er sich einen Vielstoffmotor mit direkter Einspritzung und Fremdzündung durch Zündkerzen patentieren. 1925 stellte er den darauf basierenden Hesselman-Motor vor, der sowohl mit Benzin als auch mit Diesel betrieben werden konnte.
In Zusammenarbeit mit der AEG entwickelte er die in Lizenz von Burmeister & Wain gebauten langsamlaufenden Zweitakt-Dieselmotoren als Schiffsantrieb weiter. Diese als AEG-Hesselmann Maschinen bezeichneten doppeltwirkenden Großdieselmotoren wurden mit seinen patentierten Einspritzdüsen zur Direkteinspritzung ausgestattet und es entfiel der bisher notwendige Luftkompressor für die Lufteinspritzung.
Zur weltweiten Vermarktung der Patente und Erfindungen gründete er 1930 in London die Hesselman Motor Corporation. 1941 verkaufte Hesselman seine Anteile am Unternehmen und trat in den Ruhestand.